# Педицеларија
Педицеларија је посебна творевина која се среће код појединих група бодљокожаца.

## Изглед
Ове творевине су распоређене између бодљи и амбулакралних ножица. Код морске звезде изгледају као мале штипаљке са петељком, а и дејствују као штипаљке или као маказе. Код морских јежева, штипаљка је трокрака и може, а и не мора да има петељку. Отварају је и затварају посебни мишићи осетљиви на додир.

## Улога
С обзиром да су осетљиве на додир, код морских звезда имају улогу у проналажењу плена, а код морских јежева и у хватању ситног плена. Такође, онемогућавају причвршћивање разних организама на тело животиње, а уколико имају отровну жлезду, онда имају и одбрамбену улогу.